# Impulsion totale
L'impulsion totale, dans le domaine de l'astronautique, est le produit de la poussée moyenne d'un propulseur pendant un intervalle de temps par la durée de cet intervalle.
L'intervalle de temps retenu correspond en général à la période utile de fonctionnement du propulseur.
Le terme correspondant en anglais est total impulse,.